# Бондуфль
Бонду́фль (фр. Bondoufle) — коммуна во Франции в департаменте Эсон региона Иль-де-Франс. Входит в состав округа Эври, кантона Ри-Оранжи (фр.).
Жителей коммуны называют «бондуфлуа» (фр. Bondouflois).

## География

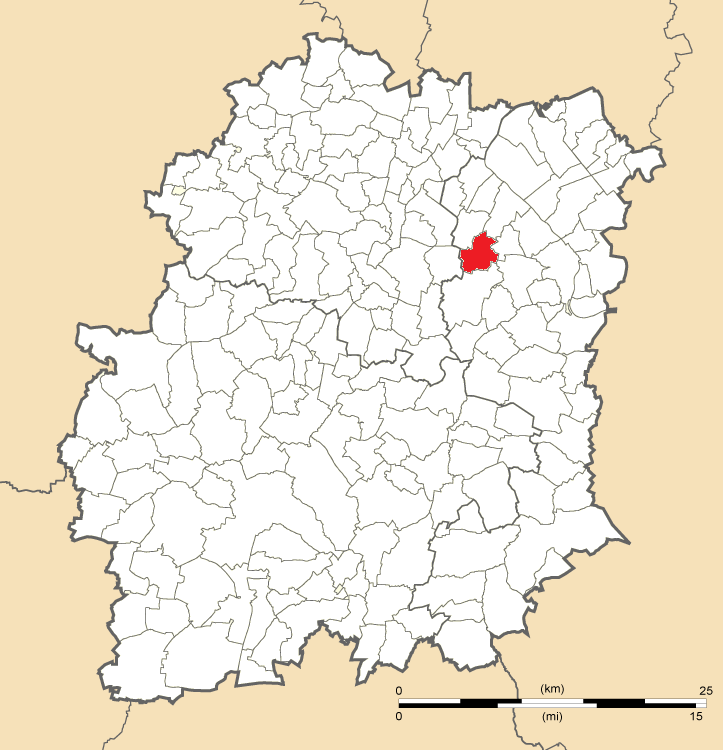
Бондуфль на карте департамента Эсон

Коммуна расположена в 27 км к юго-востоку от Собора Парижской Богоматери, перед которым расположен нулевой километр — начальная точка дорог Франции, и в 5 км к юго-западу от Эври — главного города одноимённого округа.
Территория коммуны занимает 676 га (6,76 км2). Более 48% территории Бондуфля урбанизирована и застроена. Треть территории коммуны сохранила сельский характер. Коммуна расположена на высоте около 80 м над уровнем моря.